# Origem (quadrinhos)
Origem é uma minissérie em quadrinhos publicada pela Marvel Comics em seis edições, entre 2001 e 2002. Escrita por Paul Jenkins, desenhada por Andy Kubert e colorida por Richard Isanove, a história conta a revelação do passado do personagem Wolverine. No Brasil foi publicada pela Panini Comics, em três edições.
Em Setembro de 2003 a Panini reeditou a história em publicação única, reunindo as três edições lançadas anteriormente. A história foi republicada também na Coleção Oficial de Graphic Novels da Marvel. No final do mesmo ano a editora lançou a mesma versão em capa dura.
As vendas da primeira edição nos Estados Unidos ultrapassaram os 130 mil exemplares. Parte do enredo da série em quadrinhos foi contada no filme X-Men Origens: Wolverine. Uma sequência intitulada Origem II, foi lançada em 2013, escrita por Kieron Gillen com arte de Adam Kubert, irmão do artista original.